# Усик, Василий Трофимович
Васи́лий Трофи́мович У́сик (23 января 1939 года, Красносельский, Краснодарский край — 2006 год, Кишинёв, Молдавия) — советский спортсмен, чемпион СССР по самбо, мастер спорта СССР международного класса по дзюдо (1967).

## Биография
Тренировался под руководством Андрея Андреевича Доги. В 1960 году стал мастером спорта СССР. В 1963 году завоевал третье место на чемпионате СССР, в 1969 году стал третьим на чемпионате Европы. В 1970 году стал чемпионом СССР в весовой категории до 100 кг, в 1971 году на Спартакиаде народов СССР занял второе место.

## Спортивные результаты
- Чемпионат СССР по самбо 1963 года — ;
- Чемпионат СССР по самбо 1965 года — ;
- Чемпионат СССР по самбо 1968 года — ;
- Чемпионат СССР по самбо 1969 года — ;
- Чемпионат СССР по самбо 1970 года — ;
- Летняя Спартакиада народов СССР 1971 года — .